# Jan Martyniak

Wappen von Jan Martyniak

Jan Martyniak, auch Ivan Martyniak, Joan Martyniak oder Johannes Martyniak, (* 20. Juni 1939 in Spas bei Stary Sambor, Woiwodschaft Lwów, Zweite Polnische Republik (heute Ukraine)) ist ein ukrainischer Geistlicher und emeritierter ukrainisch griechisch-katholischer Erzbischof und Metropolit von Przemyśl-Warschau.

## Leben
Jan Martyniak, dessen Eltern Vasyl und Maria Martyniak einen Bauernhof im damaligen Ostpolen bewirtschafteten, wurde in der griechisch-katholischen Kirche in Terszów (heute Terschiw) getauft. Das religiöse Leben in seinem Geburtsort wurde durch das nahegelegene Kloster der Basilianer des hl. Josaphat stark geprägt. Sein Vater starb während des Zweiten Weltkriegs als sowjetischer Soldat in einem Gefangenenlager bei Dresden. 1946 wurde die Familie Martyniak vertrieben und siedelte sich in Niederschlesien an. An seinem neuen Wohnort Nowy Waliszów besuchte Jan Martyniak die Grundschule, danach ging er auf das Lyzeum im nahegelegenen Bystrzyca Kłodzka und erlangte 1958 das Abitur. Danach studierte er am Priesterseminar von Breslau Theologie und empfing am 29. Juni 1964 von Weihbischof Bolesław Kominek die Priesterweihe.
Er war dann ein Jahr als Vikar in einer römisch-katholischen Kirche tätig und wollte 1964 in Italien ein Aufbaustudium beginnen. Da ihm die polnischen Behörden die Ausstellung eines Reisepasses verweigerten, setzte er sein Studium in Apologetik an der Katholischen Theologischen Akademie in Warschau (heute Kardinal-Stefan-Wyszyński-Universität Warschau) fort. Von 1969 bis 1970 war er Assistent am Priesterseminar in Breslau und hielt 1973 an der Theologischen Akademie Vorlesungen. Am 22. Dezember 1981 ernannte ihn der polnische Primas Kardinal Józef Glemp zum Generalvikar und betraute ihn mit der Betreuung der griechisch-katholischen Gläubigen in Polen.

## Bischofsamt
Am 20. Juli 1989 ernannte ihn Papst Johannes Paul II. zum Weihbischof in Przemyśl, Sambor und Sanok und zum Titularbischof von Vardimissa. Am 16. September 1989 spendete ihm der Großerzbischof der ukrainischen griechisch-katholischen Kirche, Myroslaw Kardinal Ljubatschiwskyj, die Bischofsweihe. Mitkonsekratoren waren Erzbischof Miroslaw Marusyn, Sekretär der Kongregation für die orientalischen Kirchen, sowie Basil Harry Losten, Bischof von Stamford. Seine Ernennung zum ruthenischen Bischof von Przemyśl erfolgte am 16. Januar 1991. Nach der Umstrukturierung der Bistümer der ukrainischen griechisch-katholischen Kirche in Polen wurde er am 24. Mai 1996 zum Erzbischof und Metropoliten von Przemyśl-Warschau ernannt.
Am 7. November 2015 nahm Papst Franziskus seinen altersbedingten Rücktritt an.

## Konsekrationen
Erzbischof Martyniak weihte folgende Priester zu Bischöfen: Włodzimierz Juszczak OSBM zum Bischof von Breslau-Danzig, Petro Kryk zum Titularbischof von Castra Martis (Apostolischer Exarch von Deutschland und Skandinavien) und Josyf Miljan MSU zum Titularbischof von Drusiliana (Weihbischof in Kiew-Halytsch).
Als Mitkonsekrator assistierte er bei: Julian Gbur SVD zum Titularbischof von Bareta (Weihbischof in Lemberg), Wassylij Medwit OSBM zum Titularbischof von Hadriane (Weihbischof in Lemberg), Teodor Majkowicz zum Bischof von Breslau-Danzig und Mykola Simkaylo zum Bischof von Kolomyia-Tscherniwzi.

## Auszeichnungen
- 2005: Orden Polonia Restituta (Ritter)
- 2007: Orden des Fürsten Jaroslaw des Weisen (Ungarn)